# Edikli, Niğde
Edikli là một xã thuộc huyện Niğde, tỉnh Niğde, Thổ Nhĩ Kỳ. Dân số thời điểm năm 2011 là 5996 người.